# 眼鏡擬黑條蠅虎
多色似金蝉蛛（学名：Phintelloides versicolor）为跳蛛科擬黑條蠅虎屬的动物。分布于东洋区、东古北区、台湾岛以及中国大陆的安徽、浙江、湖北、江西、湖南、广东、广西、云南等地。
其种加词“versicolor”意为“颜色多样的”。